# مارتا لوئیز نروژ
مارتا لوئیز از نروژ یک مدعی روشن‌بینی نروژی است. او فرزند بزرگ و تنها دختر هارالد پنجم نروژ و ملکه سونیای نروژ است. وی از سال ۲۰۰۲ تا ۲۰۱۷ با نویسنده فقید و هنرمند تجسمی آری بن ازدواج کرده بود.
او بعد از برادرش هوکون و فرزندانش، نفر چهارم در نوبت جانشینی تاج و تخت نروژ است اما اما عضو خاندان سلطنتی نیست. او نیز مانند خاله‌های خود راگنیلد و آسترید، در زمان تولد با توجه به قوانین جانشینی نروژ، حقی برای وراثت برای تاج و تخت نروژ. این قوانین سال ۱۹۹۰ تغییر کرد. در آن زمان قوانین جانشینی توسط پارلمان نروژ اصلاح شد و باعث شد که او پس از برادر کوچکتر خود در نوبت سوم قرار گیرد.
او فعالیت عمومی محدودی دارد و به کسب و کار شخصی خود به عنوان درمانگر طب جایگزین مشغول است. از سال ۲۰۰۷ تا ۲۰۱۸ وی مرکز درمانی خود را که در نروژ به عنوان «مدرسه فرشته» شناخته می‌شود، اداره می‌کرد.

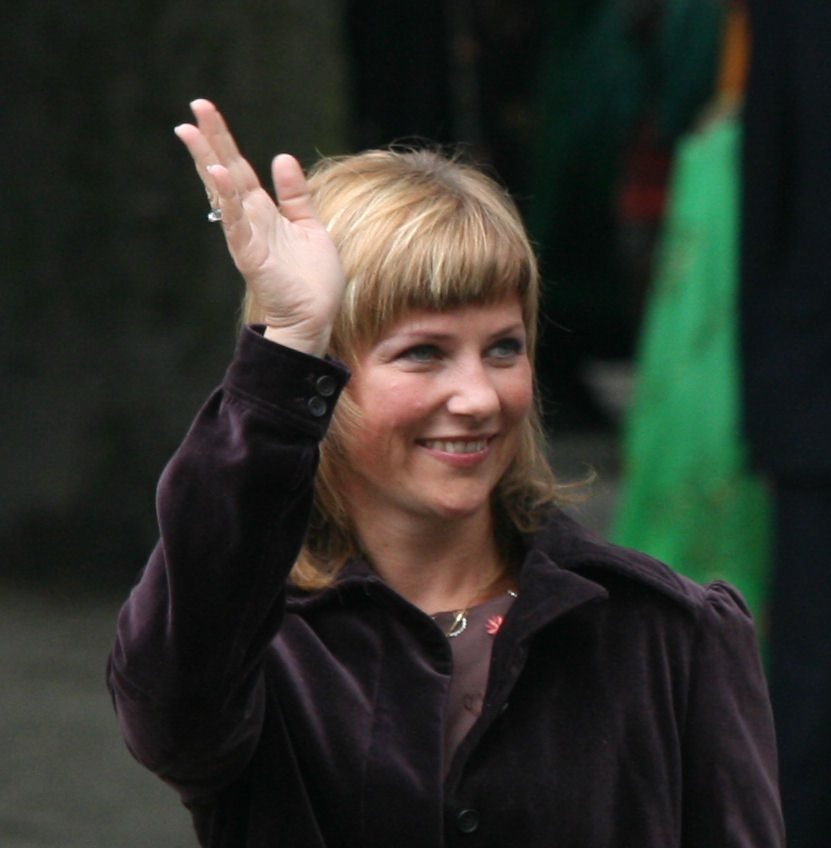
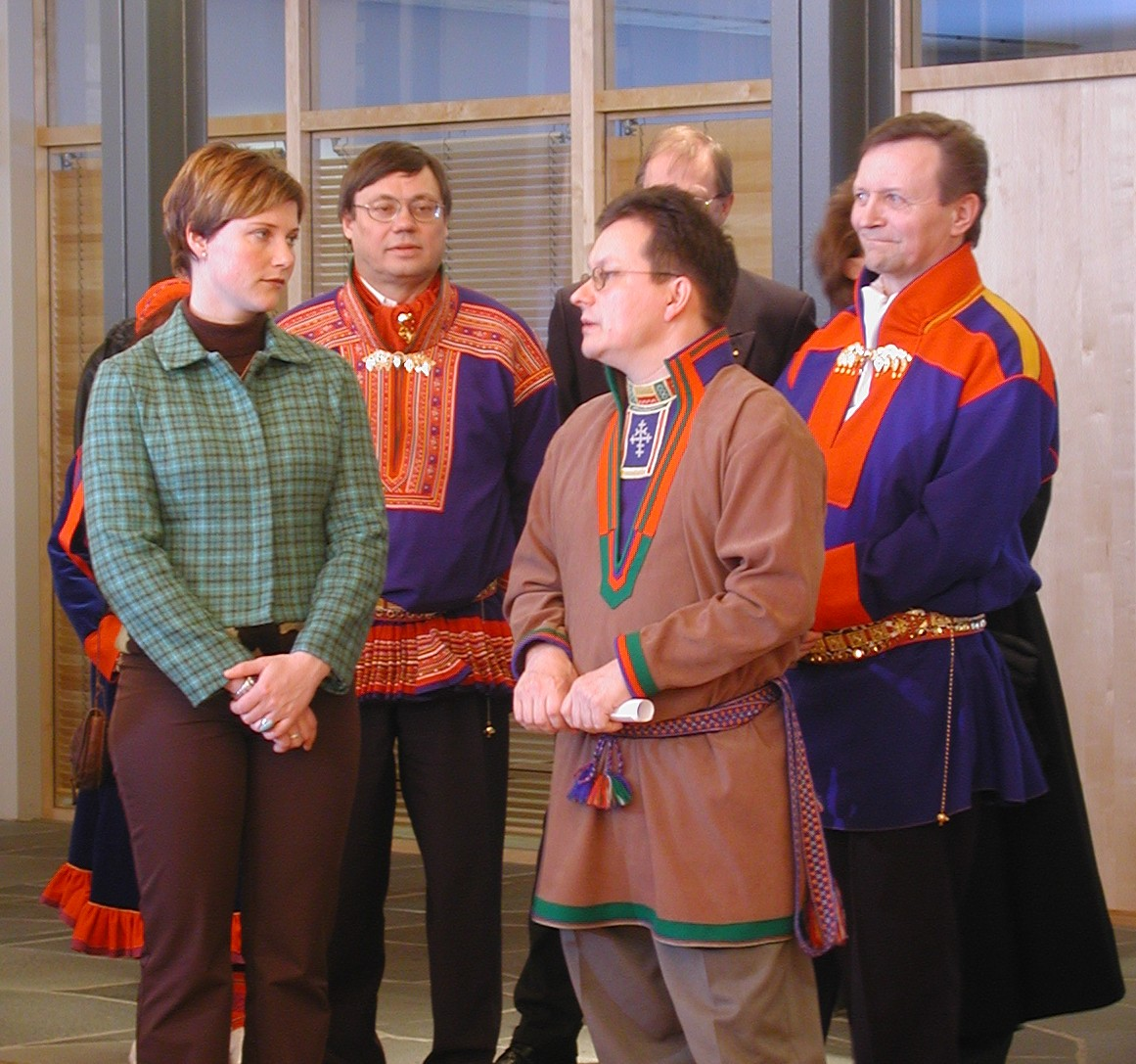
در پارلمان در کنار ریس مجلس
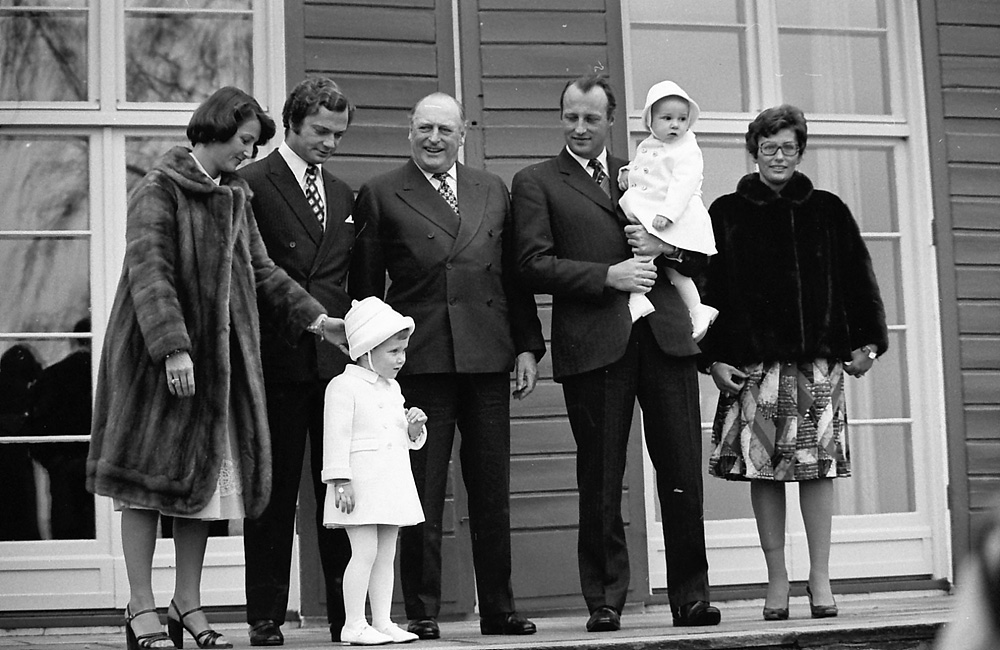
در کنار خانواده سال ۱۹۷۴